# Persona 4: The Animation
Persona 4: The Animation (P4A) (ペルソナ4アニメーション Perusona Fō Animēshon?) är en anime som är skapad av Anime International Company och Aniplex. Handlingen är baserad på TV-spelet Shin Megami Tensei: Persona 4 som utvecklades av den japanska datorspelsutvecklaren Atlus till Playstation 2 år 2008. Animen sändes ursprungligen i Japan mellan oktober 2011 och mars 2012 i totalt 25 avsnitt, med ett extraavsnitt i formen av en Original Video Animation som sändes i slutet på augusti samma år.
En filmversion av animen, som sammanfattar de 25 episoderna och inkluderar det 26:e avsnittet som fanns på DVD-/Blu-ray-utgåvan, sändes den 9 juni 2012 i Japan under namnet Persona 4 The Animation -The Factor of Hope- (ペルソナ4 the Animation -the Factor of Hope-?). I slutet av filmversionen visas en trailer för en kommande filmversion av Shin Megami Tensei: Persona 3, under namnet Persona 3 The Movie där den första delen i serien, Spring of Birth, hade premiär den 23 november 2013 i japanska biografer.

## Handling
Sextonårige Yu Narukami från Tokyo flyttar till den lilla förorten Inaba för att bo hos sin morbror medan hans föräldrar är ute på affärsresa. Innan Yu har hunnit avsluta sin första skoldag skickas alla elever hem då ett mordfall har begåtts i samhället, som senare visar sig leda till ett seriemord då ett till lik hittas några dagar senare. Yu bekantar sig snabbt med tre av sina nya klasskamrater: Yosuke Hanamura, Chie Satonaka och Yukiko Amagi. På skolan pratar de andra eleverna om den populära myten Midnight Channel ("Midnattskanalen"), som handlar om att man kan se sin själsfrände genom att titta på en avstängd TV-apparat en regnig kväll vid midnatt.
När Yukiko försvinner spårlöst börjar Yu och hans vänner finna ett samband mellan morden och personerna som dyker upp på Midnight Channel och i samma veva upptäcker en dold värld inuti TV:n dit alla mordoffer kastas in bland härjande monster. Efter att de räddar Yukiko bildar de fyra vännerna i hemlighet en utredningsgrupp för att rädda framtida offer med hjälp av deras nyvunna förmåga att frambesvärja sidor av sina psyken, kallad Persona, för att slåss mot TV-världens monster och samtidigt försöka hitta gärningsmannen som kastar in folk dit.

## Rollista
| Yu Narukami     | – Johnny Yong Bosch      |
| Yosuke Hanamura | – Yuri Lowenthal         |
| Chie Satonaka   | – Erin Fitzgerald        |
| Yukiko Amagi    | – Amanda Winn Lee        |
| Kanji Tatsumi   | – Troy Baker             |
| Rise Kujikawa   | – Laura Bailey           |
| Naoto Shirogane | – Mary Elizabeth McGlynn |
| Teddie          | – Sam Riegel             |
| Nanako Dojima   | – Karen Strassman        |
| Ryotaro Dojima  | – J.B. Blanc             |
| Tohru Adachi    | – Johnny Yong Bosch      |

## Utgivning
Animen sändes mellan den 6 oktober 2011 och 22 augusti 2012 i japansk TV och släpptes sedan i Europa till både DVD- och Blu-ray-format i tre samlingsboxar. Den första boxen släpptes den 24 december 2012, den andra släpptes den 18 mars 2013 och den sista släpptes den 22 juli 2013.
Den 29 september 2015 släpps alla 26 episoder på Blu-ray under namnet Persona 4 The Animation Complete Collector's Edition, tillsammans med extramaterial.

### Episodlista
| Nr | Engelsk titel                                 | Regi             | Ursprungligt sändningsdatum |
| -- | --------------------------------------------- | ---------------- | --------------------------- |
| 1  | "You're myself, I'm yourself"                 | Yūko Kakihara    | 6 oktober 2011              |
| 2  | "The Contractor's key"                        | Yūko Kakihara    | 13 oktober 2011             |
| 3  | "We are friends, aren't we?"                  | Mitsutaka Hirota | 20 oktober 2011             |
| 4  | "Somewhere not here"                          | Jun Kumagai      | 27 oktober 2011             |
| 5  | "Would you love me?"                          | Yūko Kakihara    | 3 november 2011             |
| 6  | "I'll beat you, and beat you good"            | Jun Kumagai      | 10 november 2011            |
| 7  | "Suspicious Tropical Paradise"                | Jun Kumagai      | 17 november 2011            |
| 8  | "We've lost something important again"        | Yūko Kakihara    | 24 november 2011            |
| 9  | "No one sees the real me"                     | Mitsutaka Hirota | 1 december 2011             |
| 10 | "Real Me Doesn't Exist"                       | Mitsutaka Hirota | 8 december 2011             |
| 11 | "Catch Me If You Can"                         | Jun Kumagai      | 15 december 2011            |
| 12 | "It's Not Empty At All"                       | Yūko Kakihara    | 22 december 2011            |
| 13 | "A Stormy Summer Vacation 1/2"                | Jun Kumagai      | 5 januari 2012              |
| 14 | "A Stormy Summer Vacation 2/2"                | Jun Kumagai      | 12 januari 2012             |
| 15 | "The Long-Awaited School Trip"                | Yūko Kakihara    | 19 januari 2012             |
| 16 | "Although the Case Was Closed"                | Mitsutaka Hirota | 26 januari 2012             |
| 17 | "I Want to Know the Truth"                    | Mitsutaka Hirota | 2 februari 2012             |
| 18 | "Anniversary to Become a Family"              | Yūko Kakihara    | 9 februari 2012             |
| 19 | "It's School Festival Day! Time to Have Fun!" | Jun Kumagai      | 16 februari 2012            |
| 20 | "We'll all meet at the AMAGIYA Hotel"         | Mitsutaka Hirota | 23 februari 2012            |
| 21 | "DON'T SAVE ANYONE ANYMORE"                   | Jun Kumagai      | 1 mars 2012                 |
| 22 | "It's just like Heaven"                       | Jun Kumagai      | 8 mars 2012                 |
| 23 | "In Order to Find the Truth"                  | Mitsutaka Hirota | 15 mars 2012                |
| 24 | "The World is Full of Shit"                   | Yūko Kakihara    | 22 mars 2012                |
| 25 | "We Can Change The World"                     | Yūko Kakihara    | 29 mars 2012                |
| 26 | "No One is Alone"                             | Jun Kumagai      | 22 augusti 2012             |

## Soundtrack
Alla låtar är komponerade av Shōji Meguro.
| 1.           | sky's the limit                       | Lotus Juice  | Shihoko Hirata                   | 4:11  |
| 2.           | Beauty of Destiny                     | Lotus Juice  | Shihoko Hirata feat. Lotus Juice | 3:55  |
| 3.           | sky's the limit -instrumental ver.-   |              |                                  | 4:11  |
| 4.           | Beauty of Destiny -instrumental ver.- |              |                                  | 3:55  |
| 5.           | sky's the limit -TV size ver.-        | Lotus Juice  | Shihoko Hirata                   | 1:30  |
| 6.           | Beauty of Destiny -TV size ver.-      | Lotus Juice  | Shihoko Hirata feat. Lotus Juice | 1:29  |
| Total längd: | Total längd:                          | Total längd: | Total längd:                     | 19:11 |

| 1.           | P4A Main theme                                                        |              |                | 1:40  |
| 2.           | Peaceful Message                                                      |              |                | 1:36  |
| 3.           | The strange world                                                     |              |                | 2:00  |
| 4.           | out of mere play                                                      |              |                | 1:06  |
| 5.           | Cheerful                                                              |              |                | 1:24  |
| 6.           | Alone in this World -piano ver.-                                      |              |                | 2:14  |
| 7.           | Falling into Right Places                                             | Lotus Juice  | Shihoko Hirata | 1:38  |
| 8.           | Sono Na o Kizame (This Name is Carved (その名を刻め?)                 |              |                | 1:58  |
| 9.           | Recollections                                                         |              |                | 2:07  |
| 10.          | Gyakunan Daisakusen! (Ladies Picking Up Men Tactics! (逆ナン大作戦!?) |              |                | 1:30  |
| 11.          | Truth or Lies                                                         |              |                | 1:33  |
| 12.          | Lost Control                                                          |              |                | 1:49  |
| 13.          | Alone in this World                                                   | Lotus Juice  | Shihoko Hirata | 2:15  |
| 14.          | Determination                                                         |              |                | 1:44  |
| Total längd: | Total längd:                                                          | Total längd: | Total längd:   | 24:34 |

| 1.           | Velvet room                      | 1:31  |
| 2.           | Peaceful Days                    | 7:27  |
| 3.           | The Prince of JUNES?             | 5:43  |
| 4.           | Let's Do Some intensive Training | 6:15  |
| 5.           | Troubled Hero                    | 7:02  |
| 6.           | Strategy Meeting                 | 7:39  |
| 7.           | A Premonition                    | 2:44  |
| 8.           | We're involved with this too!    | 6:38  |
| 9.           | May Fool                         | 5:05  |
| Total längd: | Total längd:                     | 49:56 |

| 1.           | P4A Menu                                  |              |                                  | 0:54  |
| 2.           | sky's the limit -special mix-             | Lotus Juice  | Shihoko Hirata                   | 4:21  |
| 3.           | Falling into Right Places -inst ver.-     |              | Shihoko Hirata                   | 1:39  |
| 4.           | Ain't Nobody Can Hold Me Down -inst ver.- |              | Shihoko Hirata                   | 1:01  |
| 5.           | Time for True Revelation -inst ver.-      |              | Yumi Kawamura                    | 2:14  |
| 6.           | Alone in this World -inst ver.-           |              | Shihoko Hirata                   | 2:16  |
| 7.           | Beauty of Destiny -special mix-           | Lotus Juice  | Shihoko Hirata feat. Lotus Juice | 4:17  |
| Total längd: | Total längd:                              | Total längd: | Total längd:                     | 16:39 |

| 1.           | True Story                     | Yuichiro Tanaka | Rise Kujikawa (Rie Kugimiya) | 3:15  |
| 2.           | True Story -instrumental ver.- |                 | Rise Kujikawa (Rie Kugimiya) | 3:15  |
| 3.           | True Story -TV size ver.-      | Yuichiro Tanaka | Rise Kujikawa (Rie Kugimiya) | 1:32  |
| 4.           | Your Future                    |                 |                              | 1:45  |
| 5.           | I wish                         |                 |                              | 2:04  |
| Total längd: | Total längd:                   | Total längd:    | Total längd:                 | 11:51 |

| 1.           | Ain't Nobody Can Hold Me Down                             | Lotus Juice  | Shihoko Hirata | 1:00  |
| 2.           | Freedom overflows                                         |              |                | 1:25  |
| 3.           | A hero appears behind time                                |              |                | 1:33  |
| 4.           | Honey's valley                                            |              |                | 1:13  |
| 5.           | Guy!                                                      |              |                | 0:34  |
| 6.           | A・I・K・A                                                |              |                | 1:16  |
| 7.           | Tsuioku no Kakera (Fragment of Reminiscence (追憶の欠片?) |              |                | 1:20  |
| 8.           | Birth                                                     |              |                | 1:38  |
| 9.           | tears of eternity                                         |              |                | 1:57  |
| 10.          | Truth is hidden into fog                                  |              |                | 1:34  |
| 11.          | Crazy Shadow                                              |              |                | 1:45  |
| 12.          | Time for True Revelation                                  | Lotus Juice  | Yumi Kawamura  | 2:12  |
| 13.          | FALLING DOWN                                              |              |                | 3:03  |
| Total längd: | Total längd:                                              | Total längd: | Total längd:   | 20:30 |

| 1.           | key plus words | Lotus Juice   | Shihoko Hirata feat. Yumi Kawamura | 4:24  |
| 2.           | The Way of Memories -Kizuna no Chikara- (The Way of Memories (The Power of Bonds) (The Way of Memories -キズナノチカラ-?) | Shigeo Komori | Shihoko Hirata                     | 5:01  |
| 3.           | key plus words -instrumental ver.-                                                                                        |               | Shihoko Hirata feat. Yumi Kawamura | 4:24  |
| 4.           | The Way of Memories -Kizuna no Chikara- -instrumental ver.-                                                               |               | Shihoko Hirata                     | 5:01  |
| 5.           | key plus words -TV size ver.-                                                                                             | Lotus Juice   | Shihoko Hirata feat. Yumi Kawamura | 1:32  |
| 6.           | The Way of Memories -Kizuna no Chikara- -TV size ver.-                                                                    | Shigeo Komori | Shihoko Hirata                     | 1:33  |
| Total längd: | Total längd: | Total längd:  | Total längd:                       | 21:55 |

| 1.           | Koisuru Meitantei (The Love Detective (恋する名探偵?) | meg rock      | Loveline (Yui Horie) | 1:33  |
| 2.           | Honto no Kimochi (True Feelings (ほんとのきもち?)     | Shigeo Komori | Shihoko Hirata       | 4:50  |
| 3.           | Koisuru Meitantei -inst. ver.-                        |               | Loveline (Yui Horie) | 1:33  |
| 4.           | Honto no Kimochi -inst. ver.-                         |               | Shihoko Hirata       | 4:50  |
| 5.           | Memory                                                |               |                      | 2:08  |
| 6.           | finale                                                |               |                      | 2:06  |
| Total längd: | Total längd:                                          | Total längd:  | Total längd:         | 17:00 |

| 1.  | Velvet room                  | 4:39 |
| 2.  | Packing Lunch                | 6:27 |
| 3.  | Picnic at the SAMEGAWA river | 6:30 |
| 4.  | AIYA's Helper                | 3:31 |
| 5.  | Delivery girl                | 7:26 |
| 6.  | Down with JUNES!!            | 4:21 |
| 7.  | Her Identity                 | 4:50 |
| 8.  | Was it lost?                 | 2:23 |
| 9.  | Pinch hitter                 | 4:17 |
| 10. | INABA Runners                | 8:23 |
| 11. | Perfect delivery             | 1:34 |

| 1.  | P4A Fanfare                                                                           |             |                | 1:18 |
| 2.  | Healing                                                                               |             |                | 1:34 |
| 3.  | Romeo and Juliet and Hamlet                                                           |             |                | 1:13 |
| 4.  | car chase                                                                             |             |                | 1:56 |
| 5.  | Eternal                                                                               |             |                | 1:39 |
| 6.  | unmask a person                                                                       |             |                | 1:49 |
| 7.  | Empty words                                                                           |             |                | 2:19 |
| 8.  | confused smog                                                                         |             |                | 1:39 |
| 9.  | We Are One and All                                                                    | Lotus Juice | Shihoko Hirata | 3:51 |
| 10. | Subete no Hito no Tamashi no Kizuna (The Bond of Everyone's Souls (全ての人の魂の絆?) |             |                | 5:13 |

| 1. | PLIVE2012 Reach Out To The Truth                  | Reiko Tanaka  | Shihoko Hirata                     | 5:01 |
| 2. | PLIVE2012 key plus words                          | Lotus Juice   | Shihoko Hirata feat. Yumi Kawamura | 4:27 |
| 3. | PLIVE2012 Beauty of Destiny                       | Lotus Juice   | Shihoko Hirata feat. Lotus Juice   | 4:18 |
| 4. | PLIVE2012 We Are One and All                      | Lotus Juice   | Shihoko Hirata                     | 3:50 |
| 5. | PLIVE2012 The Way of Memories -Kizuna no Chikara- | Shigeo Komori | Shihoko Hirata                     | 5:03 |